# جان فيليب كوتيه
جان فيليب كوتيه هو لاعب هوكي جليد كندي، ولد في 22 أبريل 1982 في مدينة كيبك في كندا.

## وصلات خارجية
- جان فيليب كوتيه على موقع دوري الهوكي الوطني (الإنجليزية)
- جان فيليب كوتيه على موقع EliteProspects.com (الإنجليزية)
- جان فيليب كوتيه على موقع Eurohockey.com (الإنجليزية)
- جان فيليب كوتيه على موقع HockeyDB.com (الإنجليزية)
- جان فيليب كوتيه على موقع Hockey-Reference.com (الإنجليزية)